# Dynamo (illusionista)
Dynamo, pseudonimo di Steven Frayne (Bradford, 17 dicembre 1982), è un illusionista britannico.

## Biografia
Nasce a Bradford, da genitori che non sono mai stati sposati. La madre, Nicky Goodwin, è rimasta incinta di lui quando aveva solo sedici anni. Il padre, di origini Pashtun, morto nel 2015, ha lasciato il figlio quando aveva solo 4 anni, in seguito a numerosi problemi giudiziari. Lo ha poi incontrato solo un'altra volta in età adulta.
Steven ha due fratelli e una sorella minori dal lato materno ed è cresciuto in un quartiere popolare con la madre ed il patrigno. A quindici anni va a vivere con suo nonno, Kenneth Walsh (morto di tumore il 29 febbraio del 2012) e siccome era preda del bullismo, impara da lui una tecnica per sfuggire alle angherie dei compagni: i giochi di magia. Stupito del risultato Steven continua a seguire i consigli del nonno, dal quale impara l'arte della prestidigitazione. Legge molti libri al riguardo e, successivamente, sviluppa e affina la sua tecnica a New Orleans.
Comincia la sua carriera caricando alcuni video dal 2005 su YouTube per poi finire in televisione. Nelle proprie magie combina elementi di danza e hip hop.
Le sue prime apparizioni nella televisione inglese avvengono allo show Richard & Judy, seguito poi da "Dynamo's Estate Of Mind" su Channel 4. Successivamente pubblica un DVD.
Dopo il suo primo DVD Frayne appare in Friday Night with Jonathan Ross. È quindi protagonista di alcuni spot per Adidas e Nokia e apparso sulla passerella di Naomi Campbell "Fashion For Relief".
Nel 2006 partecipa al videoclip di Hands del gruppo musicale The Raconteurs.
Nel maggio 2009 Dynamo partecipa a Little Britain con il comico inglese Matt Lucas, esibendosi a quattro metri da terra davanti a una folla all'Emirates Stadium di Londra. Il 25 dicembre 2009 appare nello spettacolo Socpoooocer AM Christmas Special con una serie di numeri di magia.
Il 19 marzo 2010 Dynamo è ospite di Sport Relief su BBC1.
Il 25 giugno 2011 Dynamo promuove la propria nuova serie, Dynamo - Magie impossibili (Dynamo: Magician Impossible), camminando davanti a centinaia di persone sulle acque del Tamigi, di fronte al Palazzo di Westminster.
Il 23 ottobre 2011 Dynamo annuncia su Twitter che è un nuovo membro di una società di maghi, The Magic Circle. Il giorno dopo compare su Never Mind The Buzzcocks per il team di Noel.
Durante il novembre 2011 Dynamo è apparso sulla BBC in Young Apprentice, con uno spettacolo di magia. Nel 2015 nel video musicale Rest Your Love dei The Vamps.

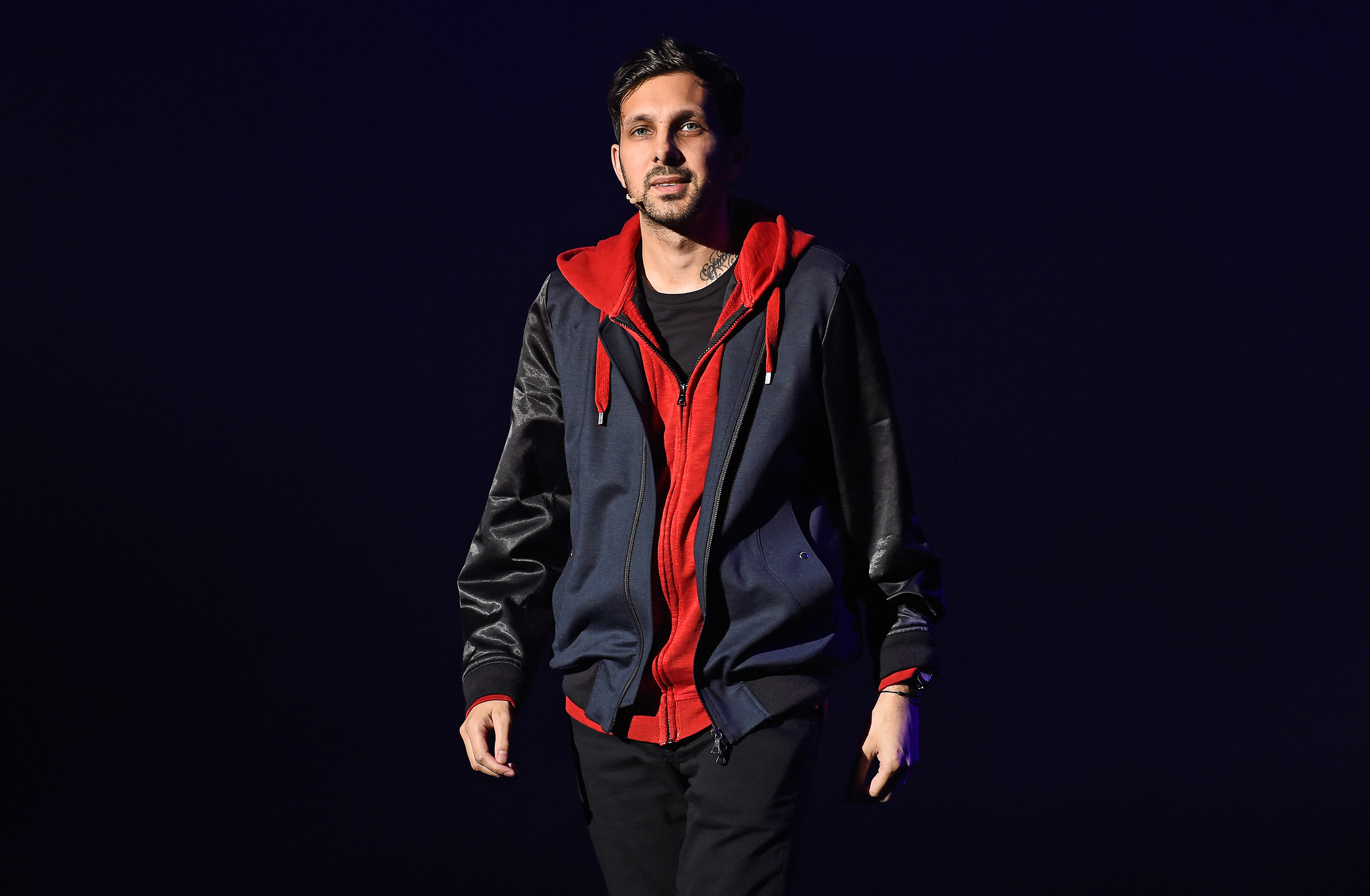
Dynamo durante una esibizione nel 2015

Nel 2018 Dynamo ha pubblicato un video su Twitter dove ha parlato dell'aggravamento della Malattia di Crohn di cui soffre a seguito di un avvelenamento da cibo, che lo ha portato a soffrire di artrite grave, aumento di peso ed eruzioni cutanee. Questo gli ha impedito di lavorare ad alti livelli per circa un anno e mezzo. Nel 2019 torna a lavorare preparando un programma speciale, diviso in tre puntate, per SKY.

## Vita privata
Sposato dal 2012, vive con la moglie Kelly a Hampstead. Soffre della malattia di Crohn sin dalla giovinezza.

## Premi e riconoscimenti
Nel 2012 Dynamo vince il suo primo premio TV grazie a Dynamo: Magie Impossibili, valutato come uno dei migliori programmi d'intrattenimento e di maggiore visualizzazione.

## Doppiatori italiani
- Paolo Vivio in Dynamo - Magie impossibili, The Grand Tour.

## Pubblicazioni
- Dynamo's Underground Magic (DVD)
- Dynamo's Concrete Playground (DVD) Warner Bros.
- Dynamo: Magician Impossible (DVD/Blu-Ray)